# Samosprašnost

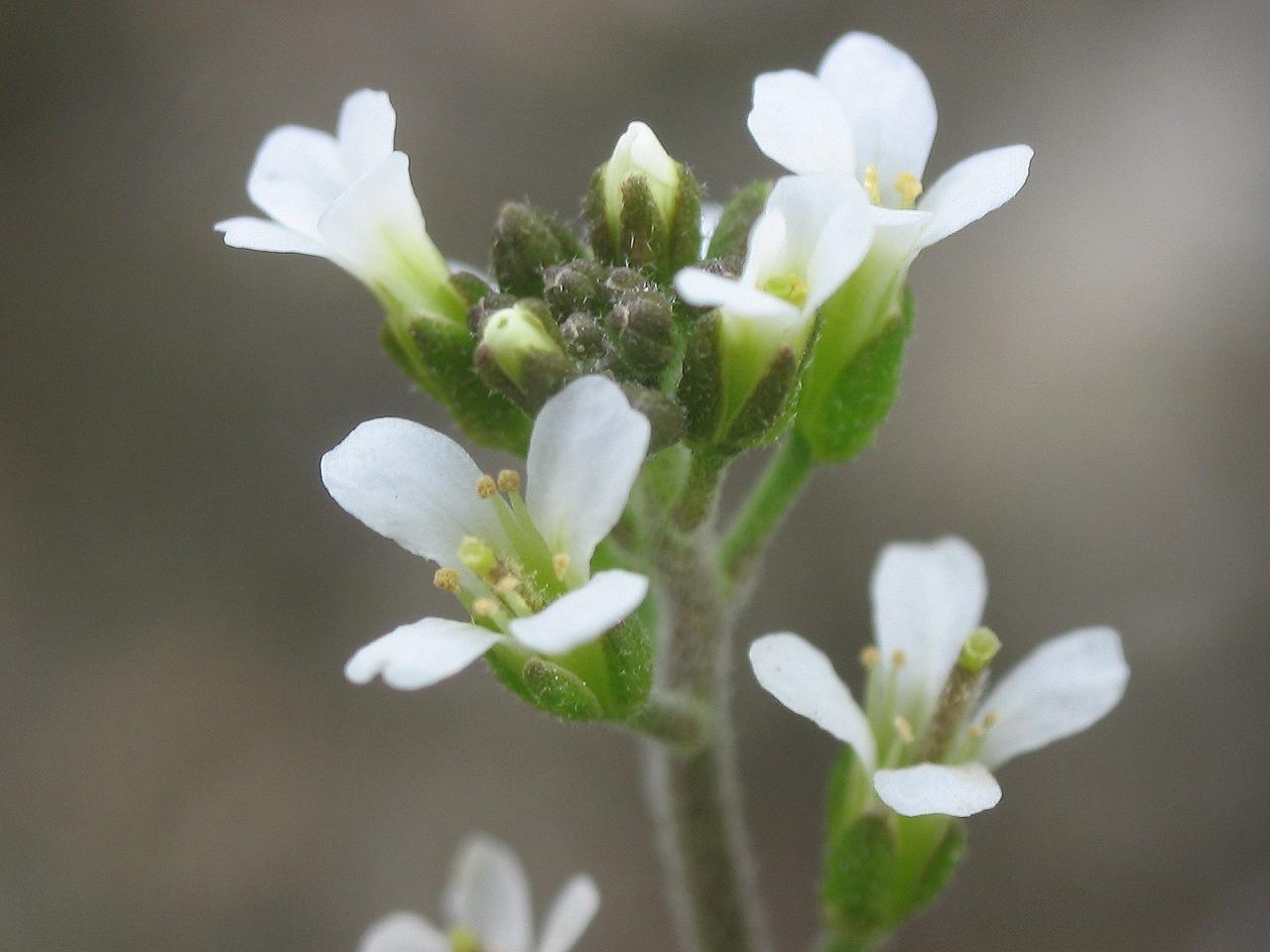
Samosprašné květy huseníčku rolního

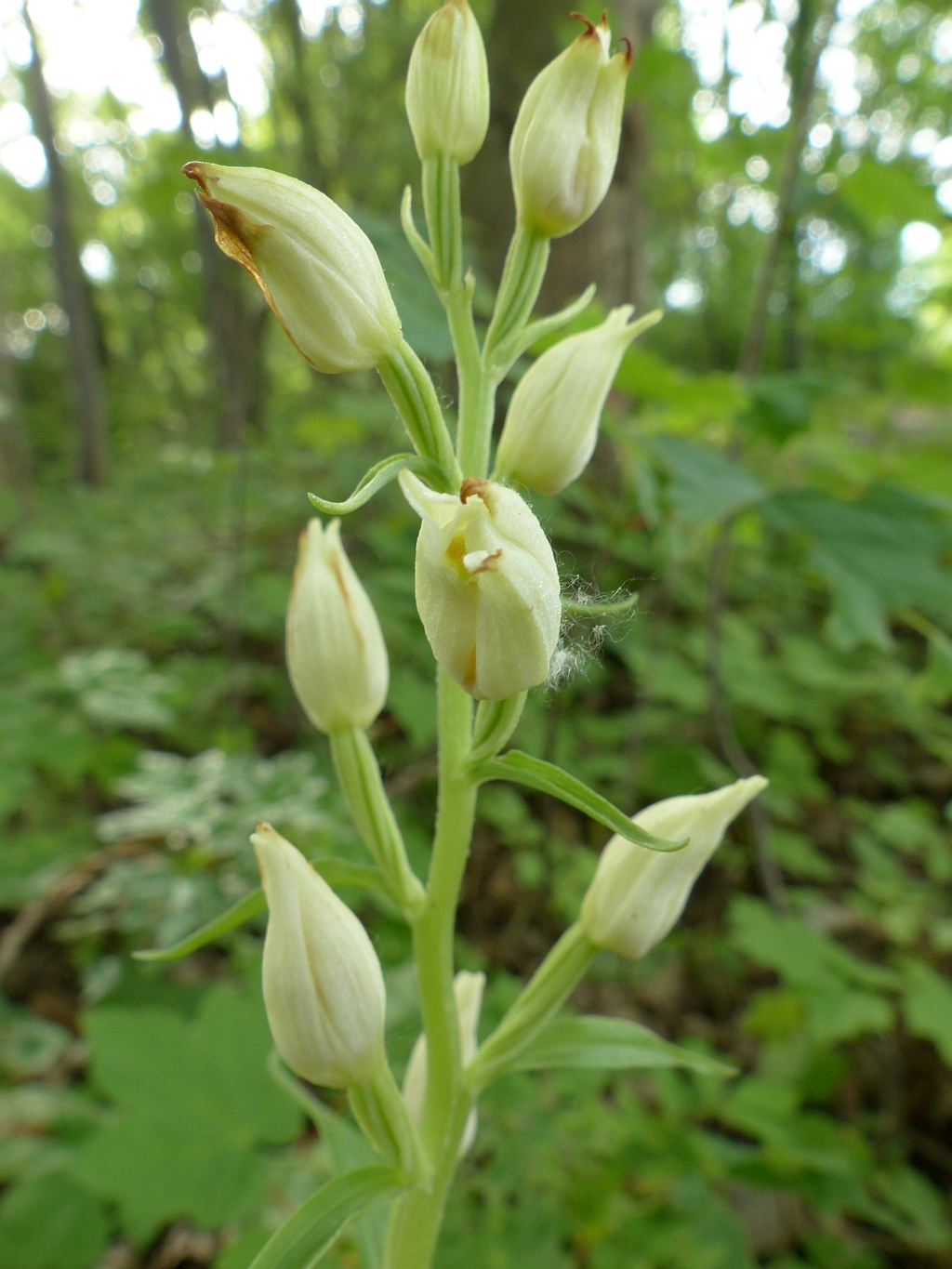
Krytosnubný květ okrotice bílé

Samosprašnost (autogamie), někdy také samoopylení, je opylení květu přenesením vlastního pylu z prašníku na bliznu. Opakem je cizosprašnost, tj. přenesení cizího pylu.

## Vlastní pyl
Existují dva rozdílné názory, co je „vlastní pyl“ v definici samosprašnosti.

### Pyl ztéhož květu
Květ je opylen pylem z totožného květu. Aby vůbec mohlo k samoopylení dojít, musí být květ oboupohlavný, tj. musí obsahovat funkční orgán samčí (tyčinka s prašníkem) i samičí (semeník s bliznou). Další nutnou podmínkou je časová synchronizace dozrávání vajíček a pylu. K samoopylení dochází vzájemným pohybem tyčinek a pestíku, není nutný opylovač. Ve většině případů lze květ opylit i pylem z jiného květu téhož jedince nebo druhu, mnohdy po takovém opylení jsou kvalitnější plody a semena, např. řepka olejka.
Kleistogamie (krytosnubnost) je takový druh samoopylení, při kterém se tzv. kleistogamické květy vůbec neotvírají a opylení proběhne přímo v neotevřeném květu (v poupěti), kde se prašník s pylem přímo dotkne blizny. Krytosnubnost může být obligátní, např. u kruštíku či okrotice, nebo fakultativní, např. u rosnatky vláknité nebo violky – závisí na počasí nebo délce dne. Většina kleistogamických rostlin má mimo tyto květy i tzv. chasmogamické květy, které se normálně otvírají, např. šťavel kyselý nebo hluchavka objímavá.

### Pyl zkvětu téže rostliny
Květ je opylen pylem z květu téže rostliny. Takové opylení se nazývá geitonogamie a geneticky je proces opylení totožný s opylením pylem ze stejného květu. Zde již nutně nemusí být květy oboupohlavné. Toto samoopylení může probíhat také u rostlin, které mají květy jednopohlavné. Podmínkou je, aby květy samčí i samičí byly na jedné rostlině a oba dozrávaly současně, např. některé vyšlechtěné kultivary ořešáku královského. K tomuto samoopylení je nutný opylovač, jako hmyz, vítr apod.
Podle mnoha názorů je geitonogamie cizosprašné opylení.

## Samosprašnost vovocnářství
V ovocnářství je za samosprašný považován jedinec (např. strom) nebo celý kultivar (odrůda), pokud se opylí pylem z libovolně umístěného květu stejného kultivaru (např. některé broskvoně, meruňky, višně). Za cizosprašný je považován jedinec (např. strom) nebo celý kultivar, pokud k opylení potřebuje jiný kultivar a je lhostejno, zda tento jiný kultivar roste na druhém stromu nebo je přiroubován na strom, o jehož opylení se jedná (např. hrušně, jabloně, třešně).

## Výhody samoopylení
Záruka vytvoření potomstva bez ohledu na přítomnost opylovačů je vhodná pro rostliny v extrémních biotopech nebo osídlující nová území. Udržují se dobře adaptované genotypy prosperující v určitém prostředí, s minimálními genetickými ztrátami. Rostlina nemusí vynakládat energii na lákání opylovačů.

## Nevýhody samoopylení
Nedochází k variabilitě, k „vylepšování“ rostliny, mohou se kumulovat nevhodné mutace a virová onemocnění, může se projevit vliv stárnutí. Klesá podíl heterozygotních jedinců v následujících generacích, vzrůstá homozygotnost, vznikají tzv. čisté linie. Roste inbreeding mezi blízce příbuznými liniemi.

## Vývoj
Vývojově starší jsou oboupohlavé květy a samoopylení. Z těchto květů postupně vznikaly květy jednopohlavné zakrněním nebo potlačením jednoho pohlavního orgánu, což zamezuje samoopylení. Tento proces nebyl nijak hromadný, u krytosemenných rostlin má většina druhů oboupohlavné květy, jen 4 % rostlin jsou rostliny dvoudomé.
Mnohé rostliny s oboupohlavnými květy se sice nepřeměnily na jednopohlavné, ale vyvinuly několik způsobů, jak zabránit samoopylení:
- Dichogamie – dozrávání vajíček a pylu v nestejnou dobu.
- Herkogamie – prašníky a blizny jsou v květu od sebe prostorově odděleny.
- Heterostylie – různí jedinci téhož druhu mají v květech tyčinky a čnělky dvou až tří rozdílných délek.[14][15]